# Olimpiu Nodea
Olimpiu Nodea (n. 3 decembrie 1935, Ticușu Vechi, Brașov, România – d. mai 2024) a fost un jucător și antrenor de handbal român.

## Biografie
Sportivul a jucat fotbal și volei până când s-a apucat de handbal în anul 1951. A fost legitimat la Progresul Făgăraș, Știința ICF (1954-1959) și CCA București (1959-1968).
Olimpiu Nodea a debutat la echipa națională în 1956. La Campionatul Mondial de handbal în 11 din 1959 a obținut medalia de argint, devenind golgheterul turneului, cu 28 de goluri. La handbal în 7 a câștigat două campionate mondiale (1961 și 1964) cu echipa națională a României.
Ca antrenor el a activat la Steaua din 1968 până în 1971. Apoi a activat la Catedra de educație fizică a Institutului Agronomic din București. A fost decorat cu Ordinul Muncii clasa a II-a (1967) și cu Ordinul Meritul Sportiv clasa a III-a (1967). Olimpiu Nodea a decedat în 2024, la vârsta de 88 de ani.